# Арапли (дем Делта)
Вижте пояснителната страница за други значения на Арапли.
Арапли или Араплия (на гръцки: Νέα Μαγνησία, Неа Магнисия, до 1927 година  Αραπλή, Арапли, до 1952 година Λαχανόκηπος/Λαχανόκηποι, Лаханокипос/Лаханокипи) е село в Егейска Македония, Гърция, дем Делта в административна област Централна Македония.

## География
Арапли е разположено в Солунското поле, в областта Вардария на левия бряг на река Галик (Галикос) и на практика е предградие на Солун. В селото е разположен Араплийският манастир „Рождество Богородично“.

## История

### В Османската империя
Арапли първоначлно е село, но после е превърнато в чифлик, принадлежащ на муката на пазачите на ливади. Жителите му отглеждат животни за нуждите на османската армия. В XVII век селото има 8 къщи, а в 1771 година християнските му жители плащат 540 аспри данък. В края на XIX век Арапли е българско село в Солунска каза на Османската империя. В 1860 година е изградена църквата „Свети Атанасий“. В „Етнография на вилаетите Адрианопол, Монастир и Салоника“, издадена в Константинопол в 1878 година и отразяваща статистиката на населението от 1873 година Арапли (Araplie) е показано като село с 15 домакинства и 58 жители българи.
Според статистиката на Васил Кънчов („Македония. Етнография и статистика“) в 1900 година Арапли има 155 жители българи. Около 1900 година в Арапли се заселват жители на Балджа (Мелисохори) и на Додулари (Диавата).
Според Христо Силянов след Илинденското въстание в 1904 година цялото село (Араплия) минава под върховенството на Българската екзархия. По данни на секретаря на Екзархията Димитър Мишев („La Macédoine et sa Population Chrétienne“) в 1905 година в Араплия (Araplia) има 200 българи екзархисти.
В 1905 година в селото има 78 българи екзархисти.
Според доклад на Димитриос Сарос от 1906 година Арапли (Ἀραπλί) е славяногласно село в Солунската митрополия със 75 жители с българско съзнание. В селото работи 1 българско училище с 6 ученици и 1 учител.

### В Гърция
В 1913 година след Междусъюзническата война Арапли остава в Гърция. В 1926 година селото е прекръстено на Лаханокипос. В 1928 година Арапли е смесено местно-бежанско с 329 бежански семейства и 1209 жители. В 1952 година селото е прекръстено на Неа Магнисия, в превод Нова Магнезия.
Преброявания
- 2001 година - 4011 жители
- 2011 година - 4266 жители

## Личности
Родени в Арапли
- Ахил Антонов (Αχιλλέας Αντωνίου), гръцки андартски деец, действа през 1909 година в Богданска планина заедно с Георги Богданцалията[11]